# Sadomania (El infierno de la pasión)
Sadomania (El infierno de la pasión) è un film del 1980 diretto da Jesús Franco.
Appartiene al genere noto come Women in prison ed esiste in due versioni notevolmente diverse: quella originale spagnola e quella tedesca, intitolata Sadomania (Hölle der Lust), tagliata e con una colonna sonora completamente nuova.

## Trama
America centrale. Olga e Michael, sposini di giornata, viaggiano attraverso una landa semidesertica sulla loro auto scalcinata. Decidono di appartarsi per fare l'amore ma non si accorgono di aver varcato il confine della Hacienda Blanca, il penitenziario femminile e campo di lavoro diretto dalla sadica mulatta Magda Urtado. Così gli sposini si ritrovano puntati addosso i fucili delle guardie carcerarie: mentre Olga viene imprigionata con la falsa accusa di uso di sostanze stupefacenti, Michael è costretto a copulare con la direttrice e viene rilasciato.
Nella sua crudeltà, Magda giunge ad organizzare vere e proprie battute di caccia alle prigioniere, obbligandole ad immergersi nelle acque di un fiume infestato dai coccodrilli. Simili atrocità sono rese possibili dalla connivenza dell'autorità locale, il governatore Mendoza, che abita una villetta nei pressi del campo insieme alla bella moglie Loba. Qui il governatore riceve periodicamente le visite di alcune prigioniere, nella speranza di risvegliare la sua virilità. In cambio, lui e la moglie vendono le prigioniere più attraenti ad un vicino bordello, dove finiscono anche le compagnie di cella di Olga, Tara e Conito.
Michael riesce ad introdursi nel campo e, vinta facilmente la resistenza di alcune guardie, a liberare Olga. Quindi si reca al bordello per liberare le amiche; ma per Tara, torturata da un cliente, è ormai troppo tardi.
È il momento di regolare i conti con Mendoza, che Michael, Olga e Conito freddano all'alba nella sua casa. Presa in ostaggio Loba, il trio ritorna al campo, dove finalmente cattura Magda: toccherà a lei, questa volta, immergersi nuda nel fiume in attesa dell'arrivo dei coccodrilli o del colpo mortale alle spalle.

## Edizioni in DVD
Sadomania è stato pubblicato in DVD nel 2004 dalla Blue Underground, negli Stati Uniti, in versione integrale e con la colonna sonora spagnola, ma doppiato in inglese. Nel 2005 l'edizione americana è stata ristampata in Gran Bretagna dalla Anchor Bay.
In precedenza il film era uscito in Germania per la Astro, nei Paesi Bassi, e più di recente è uscito in Francia, ma sempre nella versione tagliata.

## Altri titoli
- Hellhole Women (USA - Video)
- L'Enfer du Plaisir (Canada)
- Prisoners of the Flesh (Gran Bretagna)